# Illot d'en Tosqueta
L'illot d'en Tosqueta està al nord de Menorca.
Té una superfície de 0,52 hectàrees, està a 70 m de Menorca i la seva altitud màxima és de 6,91 m.